# Adlai Stevenson
Adlai Ewing Stevenson II. (5. února 1900, Los Angeles – 14. července 1965, Londýn) byl americký politik, guvernér státu Illinois v letech 1949–1953 a prezidentský kandidát ve volbách 1952 a 1956.
Pocházel z rodiny politiků, jeho dědeček Adlai E. Stevenson byl viceprezidentem za vlády Grovera Clevelanda. Absolvoval University High School ve městě Normal (Illinois) a Princetonskou univerzitu. V roce 1928 se oženil s Ellen Bordenovou, která se s ním rozvedla v roce 1949, protože neschvalovala jeho politickou kariéru. Jejich synem je bývalý senátor Adlai Stevenson III. Vykonával právnickou praxi a pracoval v Rooseveltově administrativě na projektu Agricultural Adjustment Act. Za 2. světové války působil v tiskovém oddělení námořnictva a byl delegátem v OSN. V roce 1952 byl kandidátem demokratů na prezidenta, získal však pouze 44,3 %, devět států a 89 volitelů, takže hlavou státu se stal Dwight Eisenhower. Stevenson proti němu znovu kandidoval v roce 1956, ale skončil ještě hůře: 42 %, sedm států a 73 volitelů. V roce 1960 se stal vyslancem Spojených států u OSN, upozornil na sebe energickým postojem v kubánské krizi. Zemřel na infarkt myokardu při procházce na Grosvenor Square.
Adlai Stevenson se hlásil k unitářství.
Ve filmu Třináct dní, pojednávajícím o kubánské krizi, hrál Stevensona Michael Fairman.